# Un caz de dispariție
Un caz de dispariție este un film de acțiune românesc din 2005 regizat de Dan Păduraru. În rolurile principale joacă actorii Diana Munteanu, Andi Vasluianu și Jojo.

## Prezentare
Este un thriller polițist bazat pe un caz real, cel al unei familii din Mangalia dispărută în anul 2004. După mai multe săptămâni de căutări, au fost descoperite cadavrele celor trei membri: soț, soție și fetița acestora.

## Distribuție
- Diana Munteanu este polițista Dana
- Jojo ca Mara
- Tania Filip
- Andi Vasluianu este polițistul Bogdan
- Răzvan Oprea
- Ion Haiduc
- Nicodim Ungureanu
- Denis Rădulescu
- Virgil Andriescu